# Ivor Bolton
Ivor Bolton (Blackrod, Municipio metropolitano de Bolton, Gran Mánchester, Inglaterra, 17 de mayo de 1958) es un director de orquesta y clavecinista inglés. Fue el director titular de la Orquesta del Mozarteum de Salzburgo y actualmente es director musical del Teatro Real de Madrid y director musical de la Orquesta Sinfónica de Basilea.
Estudió en el Clare College de la Universidad de Cambridge (1976-80) y fue alumno de dirección de orquesta en el Royal College of Music (1980-81). Posteriormente actuó como repetidor en el National Opera Studio y la Schola Cantorum de Oxford. Debutó como director de ópera en 1986 con la English Touring Opera, en The Rake's Progress. Entre 1982 y 1984 fue asistente del director de coros y repetidor en el Festival de Glyndebourne. Posteriormente, entre 1992 y 1997 fue director musical de la Glyndebourne Touring Opera, compañía itinerante del Festival. De 1994 a 1996 fue director principal de la Orquesta de Cámara Escocesa. También ostentó la dirección de los St James's Baroque Players de Londres, con los que grabó los conciertos para clave y orquesta de Juan Sebastian Bach.
Ha mantenido una extensa relación con la Ópera Estatal de Baviera, donde ha dirigido en 17 nuevas producciones de la compañía, entre ellas ciclos de Haendel y  Monteverdi, y ha recibido el premio Bayerische Theaterpreis. Dirige ópera con regularidad en el Festival de Glyndebourne, el Covent Garden, el Festival de Aix-en-Provence, la Ópera Estatal de Viena, la Nederlandse Opera, el Teatro Real, el Liceu de Barcelona, el Maggio Musicale Fiorentino y la Ópera de París.
Desde 2004 hasta 2016 fue director principal de la Orquesta del Mozarteum de Salzburgo, con la que comenzó a trabajar desde 2000. En el Festival de Salzburgo ha aparecido regularmente con la orquesta desde 2000, cuando se presentó con Iphigénie en Tauride. Con la orquesta salzburguesa ha realizado grabaciones de música de Mozart, Berlioz, Joseph Haydn y Michael Haydn, y está completando un ciclo con las sinfonías de Bruckner.
Bolton ha dirigido muchas de las principales orquestas sinfónicas del mundo (Concertgebouw, Sinfónica de Londres, Filarmónica de Londres, Orquesta Filarmónica de Róterdam, Orquesta de la Academia Nacional de Santa Cecilia, etc.).
En España, Bolton ha dirigido Die Entführung aus dem Serail en el Liceo de Barcelona, y Jenůfa, Leonore, Alceste y Le nozze di Figaro en el Teatro Real de Madrid, donde desempeña el puesto de director musical desde la temporada 2015/2016 por un periodo de cinco años. En su primera temporada como titular dirigió Die Zauberflöte de Mozart y La prohibición de amar, de Wagner.
Desde el inicio de la temporada 2016/17 es el director titular de la Orquesta Sinfónica de Basilea, sucediendo al norteamericano Dennis Russell Davies.
En 2023, fue nombrado Comandante de la Excelentísima Orden del Imperio Británico por el rey Carlos III, a propuesta del Consejo de Ministros del Reino Unido, «por sus servicios a la música».